# 渋谷二丁目22地区
渋谷二丁目22地区（しぶやにちょうめ22ちく）は東京都渋谷区渋谷二丁目にある再開発地区、敷地面積は約4,000平方メートル。渋谷ヒカリエの南側に位置し、高さ約160m、地上24階、地下2階の超高層ビルを建設する予定。ビルの低層階に商業施設や駐車場、中層階にシネマコンプレックス、高層階にオフィスが入居する見込み。